# Panorpa chengi
Panorpa chengi är en näbbsländeart som beskrevs av Chou in Chou, Ran och Wang 1981. Panorpa chengi ingår i släktet Panorpa och familjen skorpionsländor. Inga underarter finns listade i Catalogue of Life.